# Tour della nazionale maschile di rugby a 15 del Sudafrica 1921
Tra giugno e settembre la Nazionale di rugby XV del Sudafrica si reca in tour in Australia e Nuova Zelanda: è il primo contatto fra tutte e tre le tre nazioni dell'Emisfero Australe (nello stesso periodo l'Australia si reca in Nuova Zelanda).
Tre successi contro l'Australia (selezione organizzata dalla Union del New South Wales) per 25-10, 16-11 e 28-9.
Con la Nuova Zelanda  la serie finisce con due vittorie ed un insolito pareggio per 0-0.

## Risultati
Sistema di punteggio: meta = 3 punti, Trasformazione=2 punti. Punizione e calcio da mark=  3 punti. drop = 4 punti. 

### In Australia
| Melbourne 18 giugno 1921 | Victoria XV | 0 – 51 | Sudafrica XV |  |

| Arbitro: | R.Adamson |

|                                        |           |                                                 |
| mete: Carr c.p.: Mingay Drop: Nothling | Marcatori | mete: Meyer 2, van Heerden 5 trasf.: P Morkel 2 |

| Arbitro: | T.Bosward |

|                                               |           |                                               |
| mete: Carr, Davis Holdsworth trasf.: Nothling | Marcatori | mete: Meyer 2, Morkel 2 trasf.: de Villiers 2 |

| Arbitro: | F Herlihy |

|                                   |           |                                                                                       |
| mete: McKay, Sheehan c.p.: Mingay | Marcatori | mete: Clarkson, Ellis Kruger, Meyer J Morkel, Mostert trasf.: P Morkel 3 Drop:Strauss |

| Sydney 6 luglio 1921 | Metropolitan | 8 – 14 | Sudafrica XV |  |

### In Nuova Zelanda
| Wanganui 13 luglio 1921 | Wanganui | 6 – 11 | Sudafrica XV |  |

| Taranaki 16 luglio 1921 | Taranaki | 0 – 0 | Sudafrica XV |  |

| Masterton 20 luglio 1921 | Wairarapa-Bush | 3 – 18 | Sudafrica XV |  |

| Wellington 23 luglio 1921 | Wellington | 3 – 8 | Sudafrica XV |  |

| Greymouth 27 luglio 1921 | West Coast-Buller | 3 – 33 | Sudafrica XV |  |

| Christchurch 30 luglio 1921 | Canterbury | 6 – 4 | Sudafrica XV |  |

| Timaru 3 agosto 1921 | South Canterbury | 3 – 34 | Sudafrica XV |  |

| Invercargill 6 agosto 1921 | Southland | 0 – 12 | Sudafrica XV |  |

| Dunedin 10 agosto 1921 | Otago | 3 – 11 | Sudafrica XV | Carisbrook |

| Arbitro: | E McKenzie |

|                                                  |           |                                        |
| mete: Belliss, Steel Storey trasf.: M Nicholls 2 | Marcatori | mete: van Heerden trasf.: M Nicholls 2 |

| Palmerston North 17 agosto 1921 | Manawatu-Horowhenua | 0 – 3 | Sudafrica XV |  |

| Auckland 20 agosto 1921 | Auckland-N.Auckland | 8 – 24 | Sudafrica XV | Eden Park |

| Rotorua 24 agosto 1921 | Bay of Plenty | 9 – 17 | Sudafrica XV |  |

| Arbitro: | A Neilson |

|                               |           |                                             |
| mete: McLean trasf.: Nicholls | Marcatori | mete: Sendin trasf.: P Morkel Drop:P Morkel |

| Hamilton 31 agosto 1921 | Waikato | 0 – 6 | Sudafrica XV |  |

| Napier 3 settembre 1921 | Hawke's B.-Poverty B. | 8 – 14 | Sudafrica XV |  |

| Napier 7 settembre 1921 | New Zealand Māori | 8 – 9 | Sudafrica XV |  |

| Nelson 10 settembre 1921 | Nelson Marlborough & Golden Bay-Motueka | 3 – 26 | Sudafrica XV |  |

| Wellington 17 settembre 1921 | Nuova Zelanda | 0 – 0 | Sudafrica | Athletic Ground (35.000 spett.)\| Arbitro: \| A Neilson \| |
| Arbitro:                     | A Neilson     |       |           |                                                            |